# Chrysolina reitteri
Chrysolina reitteri é uma espécie de artrópode pertencente à família Chrysomelidae.